# Xã Capitola, Quận Spink, South Dakota
Xã Capitola (tiếng Anh: Capitola Township) là một xã thuộc quận Spink, tiểu bang Nam Dakota, Hoa Kỳ. Năm 2010, dân số của xã này là 138 người.